# Scheibenbuck-Bluttenbuck
Das Naturschutzgebiet Scheibenbuck-Bluttenbuck  liegt auf dem Gebiet der Gemeinde Vogtsburg im Kaiserstuhl  im Landkreis Breisgau-Hochschwarzwald in Baden-Württemberg.

## Kenndaten
Das Schutzgebiet entstand am 26. Dezember 1978 durch Verordnung des Regierungspräsidiums Freiburg mit der Schutzgebietsnummer 3104. Diese Verordnung wurde im Gesetzblatt für Baden-Württemberg am 16. Februar 1979 veröffentlicht und trat danach in Kraft. Der CDDA-Code lautet 82513  und entspricht der WDPA-ID.

## Lage
Das Gebiet besteht aus drei Teilgebieten und liegt nordöstlich des Vogsburger Ortsteils Schelingen. Es umfasst Teilbereiche des Scheibenbucks und des Bluttenbucks. Das Schutzgebiet gehört vollständig sowohl zum FFH-Gebiet Nr. 7911-341 Kaiserstuhl als auch zum Vogelschutzgebiet Nr. 7912-442 Kaiserstuhl und auch zum Naturpark Südschwarzwald. Es liegt im Naturraum 203-Kaiserstuhl innerhalb der naturräumlichen Haupteinheit 20-Südliches Oberrheintiefland.

## Schutzzweck
Wesentlicher Schutzzweck ist gemäß Schutzgebietsverordnung die Erhaltung der geschützten Teile des Scheiben- und des Bluttenbucks sowohl als Lebensraum artenreicher Gesellschaften seltener, zum Teil vom Aussterben bedrohter Pflanzen- und Tierarten als auch als die Kulturlandschaft des Kaiserstuhls bereichernde, naturhafte Flächen.